# Diecéze Amargosa
Diecéze Amargosa je římskokatolická diecéze nacházející se v Brazílii.

## Území
Zahrnuje území sedmadvaceti měst státu Bahia: Amargosa, Aratuípe, Cairu, Castro Alves, Conceição do Almeida, Dom Macedo Costa, Elísio Medrado, Iaçu, Itatim, Jaguaripe, Jiquiriçá, Laje, Milagres, Muniz Ferreira, Mutuípe, Nazaré, Nilo Peçanha, Presidente Tancredo Neves, Rafael Jambeiro, Santa Teresinha, Santo Antônio de Jesus, São Felipe, São Miguel das Matas, Taperoá, Ubaíra, Valença a Varzedo.
Biskupským sídlem je město Amargosa, kde se nachází hlavní chrám, katedrála Panny Marie Dobré rady.

## Historie
Diecéze byla zřízena 10. května 1941 bulou Apostolicum munus papeže Pia XII. z části území arcidiecéze São Salvador da Bahia.
Dne 27. července 1957 byla část území včleněna do diecéze Vitória da Conquista, 14. listopadu 1959 do diecéze Ruy Barbosa a 7. listopadu 1978 do diecéze Jequié.

## Seznam biskupů
- Floréncio Cicinho Vieira (1949–1969)
- Alair Vilar Fernandes de Melo (1970–1988)
- João Nílton dos Santos Souza (1988–2015)
- Valdemir Ferreira dos Santos (2016–2021)
- Juraci Gomes de Oliveira (od 2023)